# 大悲咒
大悲咒（羅馬化：Mahā Karuṇā Dhāranī），又稱大悲心陀罗尼（Mahā Karuṇā-citta Dhāranī）、千手千眼观音大悲咒（Sahasrabhuja Sahasranetra Avalokiteśvara Mahā Karuṇā Dhāranī）、千手千眼無礙大悲心陀羅尼、無礙大悲陀羅尼、廣大圓滿陀羅尼、滿願陀羅尼、隨心自在陀羅尼、救苦陀羅尼、延壽陀羅尼、大千隨喜陀羅尼、積善果業陀羅尼、速超十地陀羅尼，有时也称青頸观音大悲咒（羅馬化：Nīlakaṇṭha Dhāraṇī，义爲“青頸陀罗尼”，是指青頸观音的咒語），而朝鮮半島則習慣稱之為神妙章句大陀羅尼（韓語：신묘장구대다라니）；是大乘佛教《千手千眼观世音菩萨广大圆满无碍大悲心陀罗尼经》（《大悲心陀羅尼經》）中的咒文，汉传共有八十四句，為梵語構成的咒文章句。
在明朝《嘉興藏》《諸經日誦集要》中被收錄，作為寺院僧眾常見的早課與晚課誦唸咒文之一，經過雲棲株宏與蕅益智旭編輯推廣後，隨後也被收錄到《禪門日誦》與民國時期《佛門必備課誦本》等誦本中，盛行於禪宗、天台宗與淨土宗信眾之中。

## 名稱由來
《大悲心陀羅尼經》中，佛陀告訴阿難尊者說：「如是神咒，有種種名：一名廣大圓滿、一名無礙大悲、一名救苦陀羅尼、一名延壽陀羅尼、一名滅惡趣陀羅尼、一名破惡業障陀羅尼、一名滿願陀羅尼、一名隨心自在陀羅尼、一名速超十地陀羅尼。」
此咒名稱彰顯了觀世音菩薩欲安樂利益一切眾生之廣大圓滿、無礙大悲的大悲願力，及此咒不但能除一切災難、以及諸惡業病苦；且能成就一切善法、隨心滿願；遠離一切怖畏、速登佛地的威神特德。今人以《大悲咒》簡稱之，取之觀世音菩薩慈悲眾生之大悲願力而命名。
此咒由過去九十九億恆河沙劫諸佛所宣說，後於千光王靜住如來的淨土時，千光王靜住如來為觀世音菩薩傳授「廣大圓滿無礙大悲陀羅尼」，並且對他說：「善男子汝當持此心咒，普為未來惡世一切眾生作大利樂。」。當時觀世音菩薩聽了此咒之後，即由初地菩薩，升至第八地不動地菩薩果位。於是心生歡喜發出誓願說：「設我當來之世能利樂一切眾生者，令我即時身生千手千眼具足。」如此發願後，果真頓時身生千手千眼，並且十方大地都為之震動，十方諸佛亦都放出無量光明，遍照十方無邊世界。

## 宣說因緣
依據《大悲心陀羅尼經》記載：「釋迦牟尼佛正要廣說陀羅尼法門時，突然十方大地震動，三千大千世界皆作金色，是因為觀世音菩薩密放神通之故。但因為大眾皆疑惑，總持王菩薩見到這種稀有的情況，便起立合掌問釋迦牟尼佛：『如此神通的相貌，是誰所放？』而釋迦牟尼佛回答說：『現場的大會裡，有一名菩薩，名曰觀世音自在，從無量劫以來，成就了大慈大悲，擅能修習無量陀羅尼門，為了使眾生安樂，所以釋放神通威力。』釋迦牟尼佛話說完，觀世音菩薩從座而起，向釋迦牟尼佛合掌說：『我有大悲心陀羅尼咒，現在想要說，為了使所有的眾生得到安樂、除一切病苦、得壽命、得富饒、得除一切所有的惡罪、遠離一切的魔障礙困難、成就清淨的功德、能成就一切所有的善根、遠離一切的恐懼害怕、速能滿足一切所希望所求的，希望世尊能夠慈悲的允許我向大眾宣說。』釋迦牟尼佛聽見觀世音菩薩的請求，釋迦牟尼佛就說：『善男子，你是如此廣大的慈悲要向大眾宣說大悲咒，現在正是時候，我隨喜你的功德，十方諸佛也隨喜讚嘆你的功德。』」

## 咒輪及真言咒語概要

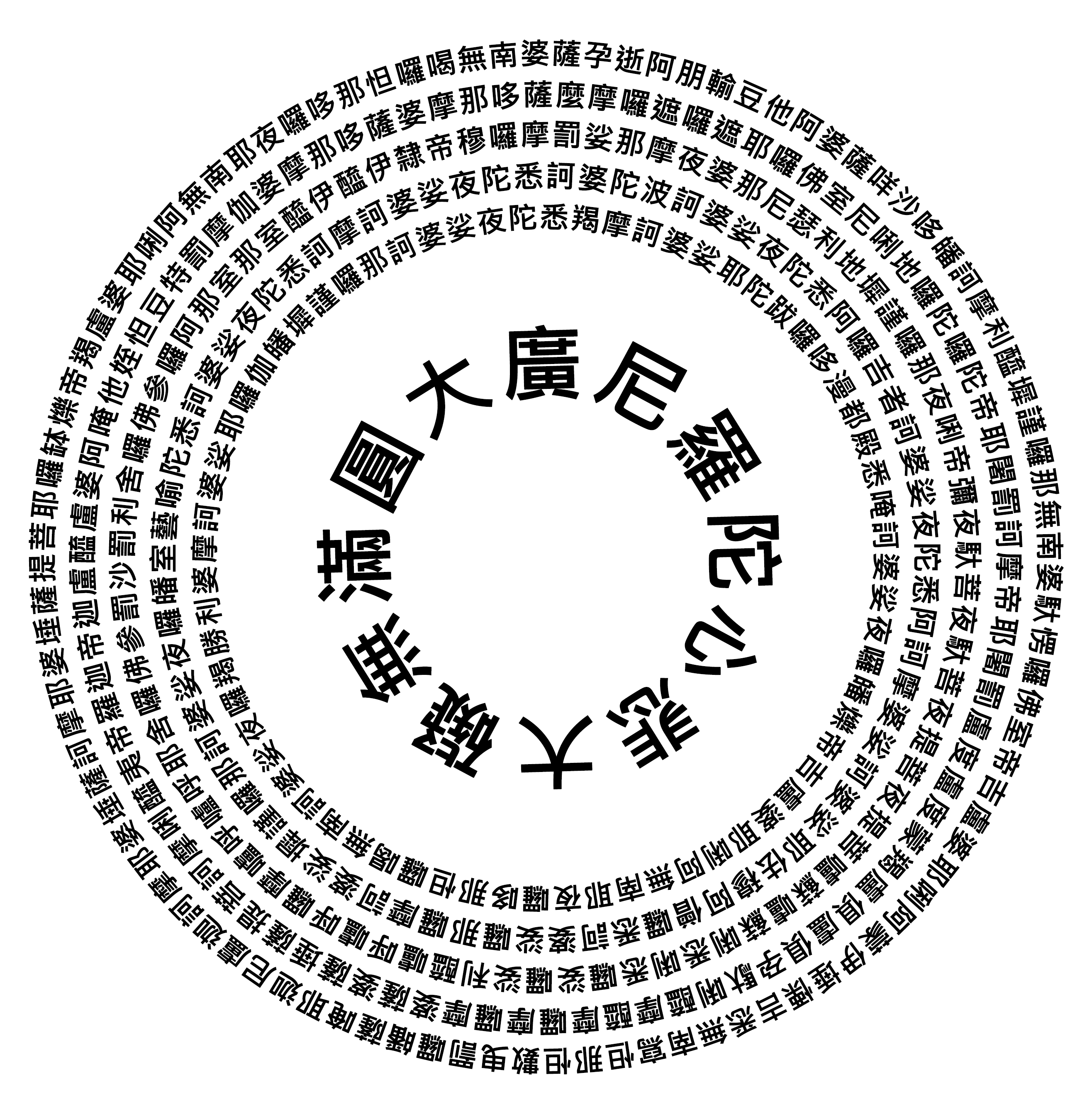
廣大圓滿無礙大悲心陀羅尼（大悲咒）咒輪

大悲咒由金剛智於719年—741年間翻譯成中文（大正藏T.1112），後又經其弟子不空於723年—774年間兩次翻譯（大正藏T.1111，T.1113b），後來由指空於1326年—1363年又進行過翻譯（大正藏T.1113a），因此有不同的翻譯版本。其中以唐代伽梵達摩所譯之《千手千眼觀世音菩薩廣大圓滿無礙大悲心陀羅尼經》所載為基礎並經增加的「八十四句大悲咒」流行最廣。
漢傳大悲咒全文有兩個版本，一為唐朝永徽到顯慶（約650—660）年間，由伽梵達摩翻譯的《千手千眼觀世音菩薩廣大圓滿無礙大悲心陀羅尼經》，大悲咒分句成82句。另一版為不空翻譯的《千手千眼觀世音菩薩大悲心陀羅尼》，大約是在唐朝天寶到大曆（723—774）年間翻譯。不空翻譯版的大悲咒在音譯的漢字選用上和伽梵達摩譯本相當一致，但分句成84句。不空譯本第81到84句是：「悉殿都（81）漫哆羅（82）跋馱耶（83）娑婆訶（84）」；伽梵達摩譯本則是：「唵悉殿都曼哆囉缽馱耶（81）」。可以看出兩者內容相同，只是分句不同；伽梵達摩譯的第81句，不空分成81、82及83句；而伽梵達摩譯的第82句與不空譯的第84句相同（“娑婆訶”）。
今时汉地通行的是伽梵達摩的譯本，但在分句上採用不空的84句。然而，其中還有些微差異，〈大悲咒〉第16句伽梵達摩和不空譯的都是：「薩婆薩哆．那摩婆伽」，臺灣流行的版本則是「薩婆薩哆．那摩婆薩多．那摩婆伽」，其中多了「那摩婆薩多」五個字。據知這個多五字的版本，明末或更早以前已見流行 ，具體出於何時不知。有人認為這純粹為手民之誤（未必是編輯者抄錯，更多情況可能是排版排錯）。這五個字：【那摩婆薩哆】，無非把後四字裏的“那摩”，和前四字裏的“婆薩哆”，給顛倒重複了一次。 

## 外部連結
- 《千手千眼觀世音菩薩廣大圓滿無礙大悲心陀羅尼經》（页面存档备份，存于）
- 《千手千眼觀世音菩薩廣大圓滿無礙大悲心陀羅尼經》（页面存档备份，存于）CBETA 電子版（大正藏版）
- 法爾禪修中心 大悲咒 （页面存档备份，存于）
- 大悲咒7遍（页面存档备份，存于）
- 84句大悲咒的罗马梵文不同版本（页面存档备份，存于）
- 〈大悲咒〉說些什麼？（页面存档备份，存于）
- 南投水里鄉蓮因寺大悲咒唱頌 （页面存档备份，存于），呂炳川1980年錄製，臺灣音樂館典藏